# Archilejeunea minutilobula
Archilejeunea minutilobula là một loài Rêu trong họ Lejeuneaceae. Loài này được Udar & U.S. Awasthi mô tả khoa học đầu tiên năm 1981.